# Dithioničitan sodný
Dithioničitan sodný je bílošedá anorganická chemická sloučenina se vzorcem Na2S2O4. (Nezaměňovat ji s hypotetickým thiosiřičitanem sodným (Na2S2O2) nebo dithionanem sodným). Tato látka se dříve vyráběla v Moravských chemických závodech a používala se zejména na bělení prádla.

## Výroba a reakce
Laboratorně je možné tuto látku připravit reakcí hydrogensiřičitanu sodného s kovem, zejména zinkem:

2 NaHSO3 + Zn → Na2S2O4 + Zn(OH)2

Průmyslově může být vyráběna reakcí zinku, oxidu siřičitého a hydroxidu sodného, dle dvoustupňové rovnice:

Zn + 2SO2 → ZnS2O4

2NaOH + ZnS2O4 → Na2S2O4 + Zn(OH)2

Tato látka reaguje, obzvláště za zvýšené teploty, s vodou za vzniku oxidu siřičitého, který se používá k bělení prádla.

Na2S2O4 + H2O —t→ NaHSO2 + NaHSO3 → Na2SO2 + SO2 + H2O

V případě, že se množství tohoto bělidla přežene, dojde k rozpadu látky. Dnes se již prakticky nepoužívá, je nahrazeno méně škodlivými a šetrnějšími bělidly.

## Podobné sloučeniny
- Thiosiřičitan sodný (Na2S2O2)
- Disiřičitan sodný (Na2S2O5)
- Dithionan sodný (Na2S2O6)
- Dithiosiřičitan sodný (Na2S3O)
- Diselenoničitan sodný (Na2Se2O4)
- Dithioničitan draselný (K2S2O4)
- Dithioničitan lithný (Li2S2O4)